# Elmohardyia adunca
Elmohardyia adunca är en tvåvingeart som beskrevs av José Albertino Rafael och Da S. Menezes 1999. Elmohardyia adunca ingår i släktet Elmohardyia och familjen ögonflugor. Inga underarter finns listade i Catalogue of Life.